# Cosa avete fatto a Solange?
Cosa avete fatto a Solange? (bra: O Que Vocês Fizeram com Solange?; prt: Que Fizeram a Solange?) é um filme giallo italiano de 1972, dirigido e escrito por Massimo Dallamano, estrelado por Fabio Testi, Cristina Galbó e Karin Baal. É o primeiro filme da atriz americana Camille Keaton, famosa por interpretar Jennifer em I spit on your grave. O filme é vagamente baseado no romance de mistério The Clue of New Pin de Edgar Wallace. Foi filmado em Londres, Inglaterra, ao longo de seis semanas, no outono de 1971. Nos últimos anos, o filme ganhou reputação como um dos melhores filmes giallo no início dos anos 1970, se tornando um filme cultuado pelos fãs do gênero.

## Sinopse
Estudantes de um colégio católico são assassinadas por um homem vestindo trajes de padre. A polícia e os professores são incapazes de evitar os assassinatos.